# ایگرجینها
ایگرجینها (به پرتغالی: Igrejinha) یک شهرداری در برزیل است که در ریو گرانده جنوبی واقع شده‌است. ایگرجینها ۱۳۶٫۸۱۶ کیلومتر مربع مساحت و ۳۷٬۳۴۰ نفر جمعیت دارد و ۱۸ متر بالاتر از سطح دریا واقع شده‌است.